# Fulica
Ne doit pas être confondu avec Foulques.
Genre
Fulica est un genre d'oiseaux de la famille des Rallidae. Il est constitué de 11 espèces de foulques.

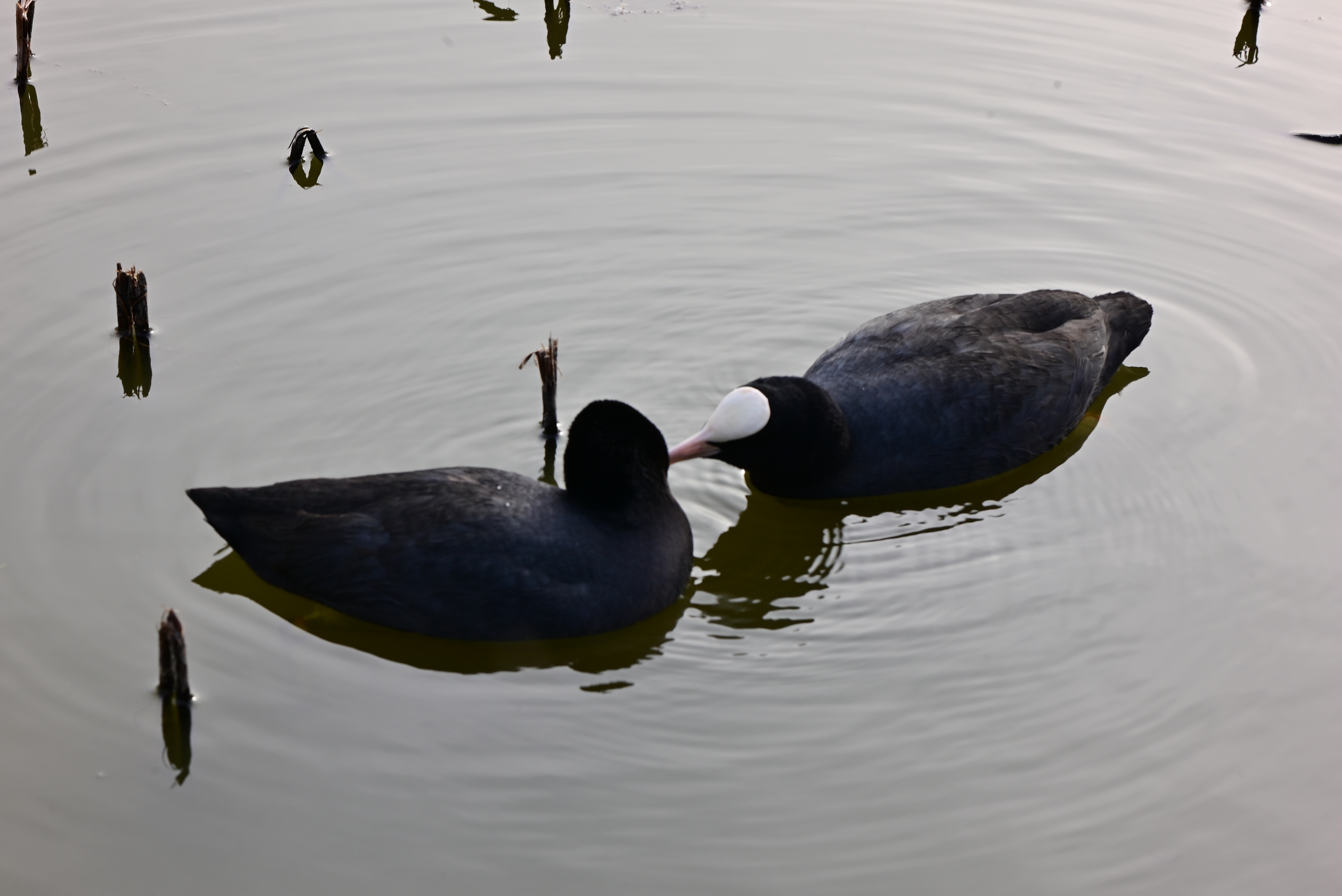
Foulques, Parc floral de Vincennes

Les parents foulques construisent un nid avec des algues et des branchages, à proximité du bord des rivières ou sur les rebords des bateaux. Tandis que la femelle couve ses trois ou quatre œufs, le mâle continue inlassablement de consolider le nid, qui est souvent flottant, et parfois en construit un de rechange, si nécessaire.
Malgré une ressemblance superficielle avec les canards, les foulques appartiennent à un ordre différent, gruiforme, tandis que les canards sont de l'ordre anseriforme.
Les foulques, excellentes plongeuses, représentent parmi les membres de la famille des Rallidae le genre le plus adapté à la vie aquatique.

## Liste des espèces
D'après la classification de référence (version 14.1, 2024) du Congrès ornithologique international (ordre phylogénique) :
- Fulica cristata – Foulque à crête
- Fulica atra – Foulque macroule
- Fulica alai – Foulque des Hawaï
- Fulica americana – Foulque d'Amérique
- Fulica leucoptera – Foulque leucoptère
- Fulica ardesiaca – Foulque ardoisée
- Fulica armillata – Foulque à jarretières
- Fulica rufifrons – Foulque à front rouge
- Fulica gigantea – Foulque géante
- Fulica cornuta – Foulque cornue

Parmi celles-ci, une espèce éteinte :
- † Fulica newtonii Milne-Edwards, 1867 – Foulque des Mascareignes

## Dans la culture

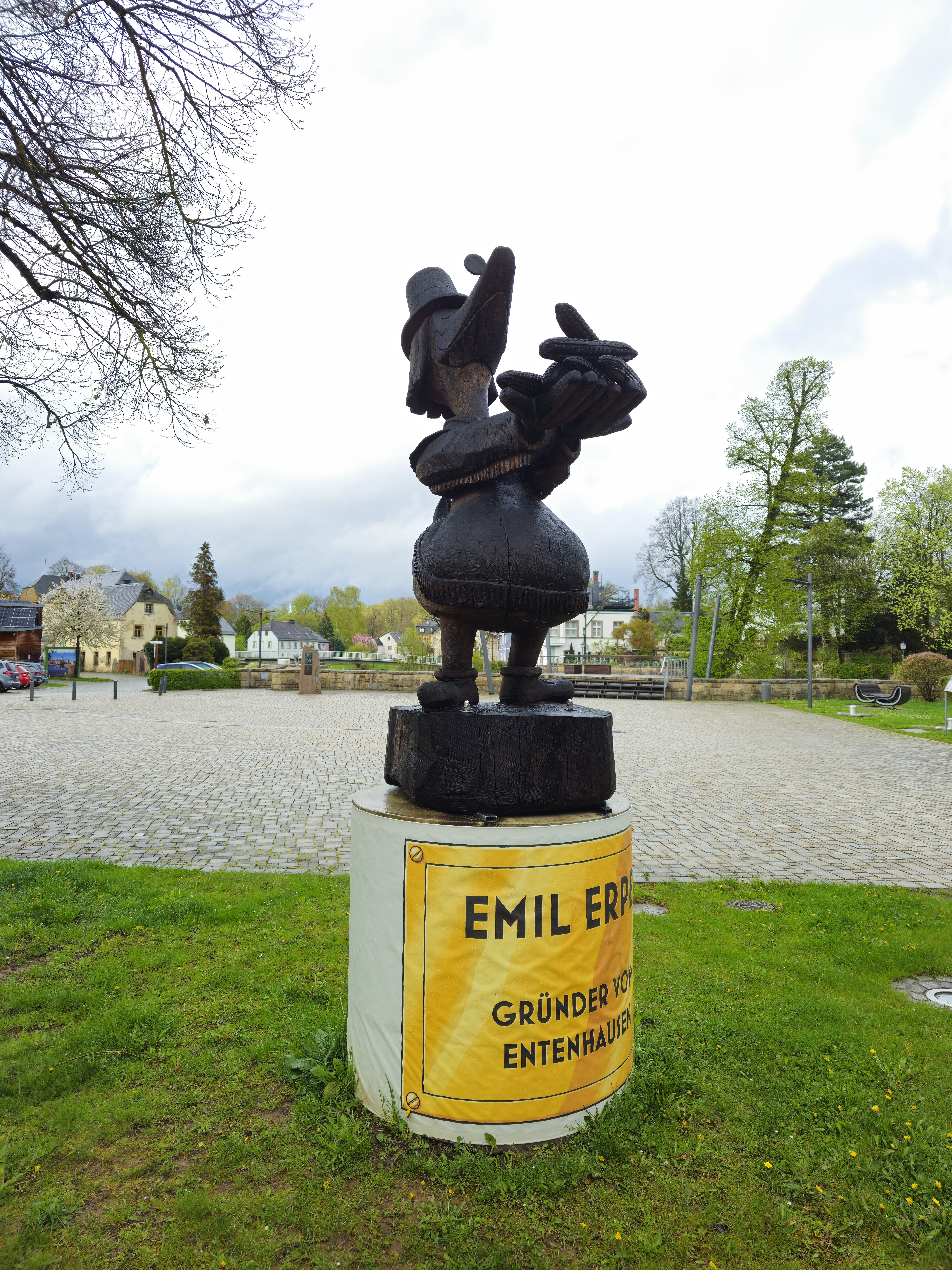
Statue d'Emil Erpel (nom allemand de Cornélius Écoutum)

Cornélius Écoutum (Cornelius Coot en VO) est une foulque de l'univers des canards de Disney, créé par Carl Barks en 1952. Fondateur de Donaldville, il est l'arrière-arrière-grand-père de Donald.